# چشمه‌گز
چشمه‌گز، روستایی از توابع بخش مرکزی شهرستان کرمان در استان کرمان است.

## جمعیت
این روستا در دهستان اختیارآباد قرار داشته و براساس آخرین سرشماری مرکز آمار ایران که در سال ۱۳۸۵ صورت گرفته، جمعیت آن ۳۲۸ نفر (۹۶خانوار) بوده‌است.